# 組曲「義経」〜悪忌判官
組曲「義経」〜悪忌判官（くみきょく「よしつね」 〜あっきほうがん）は、日本のバンド「陰陽座」の7枚目のシングルである。2004年9月23日発売。発売元はキングレコード。

## 概要
- 源義経の物語をテーマとした組曲3部作の第一弾。
- 3部作ともアルバム『臥龍點睛』の先行シングルという位置付けで、製作された。

## 収録曲
1. 組曲「義経」〜悪忌判官[5:17]
作詞・作曲：瞬火、編曲：陰陽座
2. 微睡忍法帖(まどろみにんぽうちょう)[5:50]
作詞・作曲：瞬火、編曲：陰陽座

## 収録アルバム
- オリジナル『臥龍點睛』（2005年6月22日）
- ベスト『陰陽珠玉』（2006年2月8日）

## タイアップ
- 組曲「義経」〜悪忌判官：テレビ朝日系「完売劇場」エンディングテーマ